# Жоркібол
Жоркібол — формат футболу 2 на 2. Гра відбувається у прозорій кабіні із штучним покриттям. У гравців є можливість використовувати стіни та стелю для того, щоб зробити пасу, дриблінг чи забити гол. Як і у футболі, гра руками забороняється.

## Історія
Жоркібол був вигаданий французом Жилем Паньє 1987 року у власному гаражі у Ліоні, Франція. Вперше перед великою аудиторією жоркібол був зіграний в рамках розважальної програми на Чемпіонаті світу з футболу 1990. Це сприяло популярності та розвиткові гри. 
Наразі турніри з жоркібола відбуваються у 12 країнах: Франції, Італії, Португалії, Канаді, Угорщині, Польщі, Бельгії, Швейцарії, Японії, Мексиці та Ізраїлі.

## Правила
Жоркібольний матч складається із сетів до двох перемог. Переможцем у сеті вважається та команда, яка першою забила 7 голів. Кожна команда скаладається з двох гравців — захисника і нападника. Нападник може переміщуватися по всьому полю за винятком зони введення м'яча команди-суперниці. Захисник не має права пересікати свою половину поля. Після кожного сета, гравці змінюють позиції.
Розмір м'яча — гандбольний.

## Параметри майданчика
Жоркібольний майданчик має бути паралелепіпедної форми. Його розміри наступні:
- Довжина: 9,80 м
- Ширина: 4,80 м
- Висота: 2,70 м
- Розмір воріт: 110 x 110 см